# Bop Bop Baby
Bop Bop Baby är en låt av pojkbandet Westlife. Låten släppes på singel den 19 mars 2002 och är gruppens tolfte officiella singel. Den skrevs av gruppmedlemmarna Shane Filan, Brian McFadden och producenterna/låtskrivarna Chris O'Brien och Graham Murphy.

## Låtlista

### Storbritannien CD 1
1. "Bop Bop Baby" (Single Remix)
2. "You Don't Know"
3. "Imaginary Diva" (Orphane Remix)
4. "Bop Bop Baby" (CD-ROM video)

### Storbritannien CD 2
1. "Bop Bop Baby" (Single Remix)
2. "Bop Bop Baby" (Almighty Radio Edit)
3. "Band Interviews" (Cd-Rom)

### Australien CD
1. "Bop Bop Baby" (Single Remix)
2. "Bop Bop Baby" (Almighty Radio Edit)
3. "Bad Girls"
4. "Band Interviews" (Cd-Rom)
5. "Bob Bop Baby" (Video)

## Släpphistorik
| Plats              | Datum       |
| ------------------ | ----------- |
| Storbritannien     | 20 maj 2002 |
| Australien         | juli 2002   |
| Europeiska unionen | juni 2002   |

## Listplaceringar
| Lista                     | Topplacering |
| ------------------------- | ------------ |
| Australiska singellistan  | 55           |
| Österrikiska singellistan | 28           |
| Belgiska singellistan     | 50           |
| Danska singellistan       | 3            |
| Tyska spellistan          | 59           |
| Italienska singellistan   | 45           |
| Irländska singellistan    | 4            |
| Nederländska singellistan | 23           |
| Nyzeeländska singellistan | 21           |
| Svenska singellistan      | 16           |
| Schweiziska singellistan  | 36           |
| UK Singles Chart          | 5            |
| Brittiska radiospellistan | 9            |

Notera: Låten toppade flera radio- och musikkanaler I Filippinerna.

## Musikvideo
Videon skulle ha regisserats av Vaughn Arnell och visa gruppen framför en irländsk skyline. I stället regisserades den av Max & Diana och visade gruppen i slott. 